# St. Nikolaus (Adelshofen)

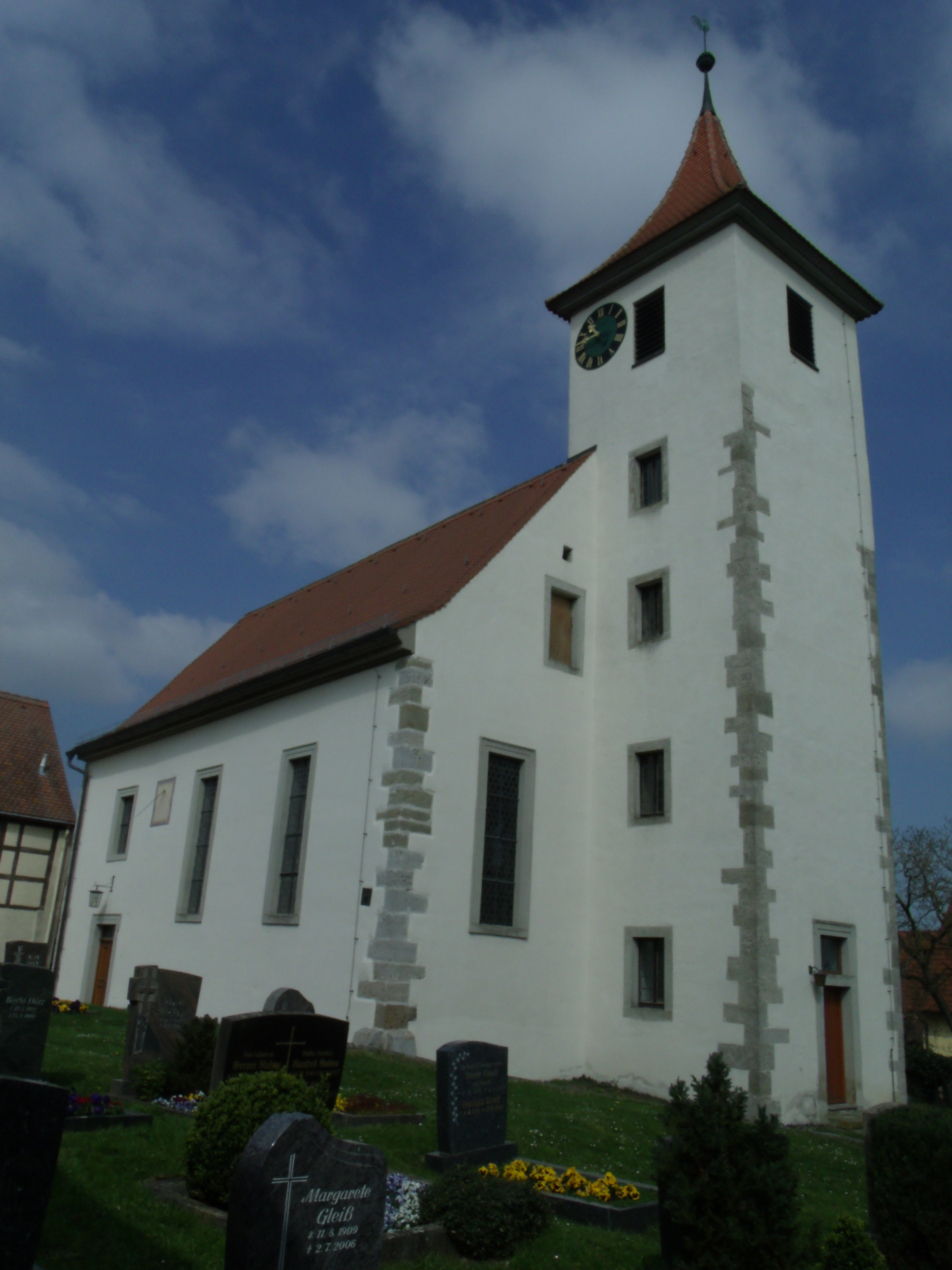
Kirche St. Nikolaus in Adelshofen

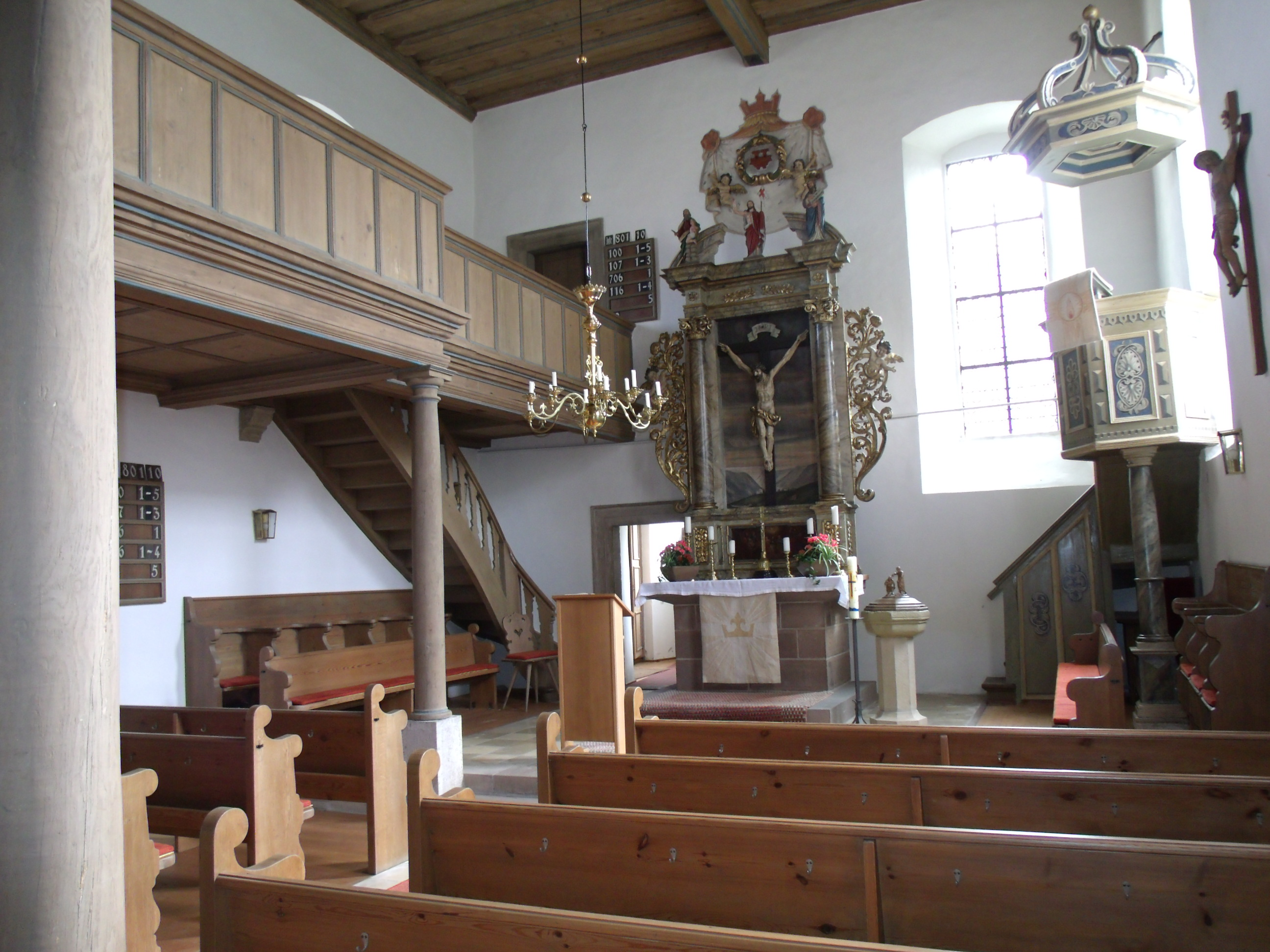
Innenansicht

Die evangelisch-lutherische Pfarrkirche St. Nikolaus in Adelshofen, einer Gemeinde im mittelfränkischen Landkreis Ansbach in Bayern, wurde 1716/18 erbaut. Die Kirche an der Dorfstraße 18 ist ein geschütztes Baudenkmal.

## Beschreibung
Der dreiachsige Saalbau mit Satteldach wurde an der Stelle eines Vorgängerbaus errichtet. Der fünfgeschossige Ostturm mit Turmuhr wird von einem geschweiften Pyramidendach abgeschlossen. Kirchenschiff und Turm besitzen eine verzahnte Eckquaderung. Die rechteckigen Fenster und das Portal weisen eine Hausteinrahmung auf, ebenso die Tür zur Sakristei. Rechts oberhalb des Portals ist eine Sonnenuhr angebracht. Im Westen führt außen ein gedeckter Aufgang zur Empore.
Innen befindet sich an der Ostwand ein zweisäuliger barocker Altar. Das Altarbild zeigt eine düstere Landschaft, davor ein Kreuz mit ausdrucksvollem Christus, im Aufzug die Figur des Auferstandenen. Links neben dem Altar führt eine Tür zur Sakristei im Turmuntergeschoss. Rechts neben dem Altar steht ein Taufbecken. An der östlichen Südwand ist die Kanzel angebracht. An der Nord- und Westseite ruht eine Empore auf Rundsäulen.
Hinter der spätmittelalterlichen Rundbogenpforte der nördlichen Friedhofsmauer führt eine Treppe hinauf zum Friedhof und zur Kirche.
Vor dem Treppenaufgang an der Westseite ist eine am 1. September 1948 von der Turmuhrenfabrik und Glockengießerei J. F. Weule in Bockenem am Harz gegossene Eisenhartgussglocke aufgestellt.